# Xenoserica
Xenoserica är ett släkte av skalbaggar. Xenoserica ingår i familjen Melolonthidae.
Kladogram enligt Catalogue of Life:
| Xenoserica | \| \| Xenoserica brachyptera \| \| \| \| \| \| Xenoserica pindarensis \| \| \| \| \| \| Xenoserica selaensis \| \| \| \| \| \| Xenoserica sindhensis \| \| \| \| |
|            | \| \| Xenoserica brachyptera \| \| \| \| \| \| Xenoserica pindarensis \| \| \| \| \| \| Xenoserica selaensis \| \| \| \| \| \| Xenoserica sindhensis \| \| \| \| |
|            | Xenoserica brachyptera |
|            | |
|            | Xenoserica pindarensis |
|            | |
|            | Xenoserica selaensis |
|            | |
|            | Xenoserica sindhensis |
|            | |